# Rovtarsko hribovje
Rovtarsko hribovje (tudi Logaško-Žirovske Rovte) je hribovito predalpsko območje med Žirovsko kotlino in Logaškim poljem, prek katerega prehajata Škofjeloško in Polhograjsko hribovje v kraški svet Idrijskega hribovja, Hotenjskega podolja in Logaškega polja.  Imenovano je po kraju Rovte, ki je tu največje naselje. Zvečine spada k porečju Ljubljanice in Sore, manjši del tudi Idrijce. V osrednjem delu, ki je iz vodo slabo prepustnih kamnin, navira več potokov, kot so, denimo, Sovra, Rovtarica, Hotenjka in Bela, ki so izdolbli grapaste doline (grape). Nad njimi pa se pnejo obla slemena, ki se navadno imenujejo »griči« (npr. Marinčev grič), »brda« (npr. Medvedje brdo) in »vrhovi« (Travni vrh) ter manjše zakrasele planote. Na obrobju prevladujejo vodoprepustne kamnine, v katere so večje vode zarezale globoke doline. Najvišji vrh Rovtarskega hribovja je Vrh Sv. Treh Kraljev z 884 m. Nadmorska višina dolinskih dnov se spusti do okrog 500 m.

## Zgodovina
Ozemlje današnjega Rovtarskega hribovja je bilo poseljeno šele v poznem srednjem veku. Na podlagi krčevin (rovtov) so nastale najprej samotne kmetije in nato zaselki ter razložena naselja. Starejši zaselki so na primer Vrh Sv. Treh Kraljev, Hleviše, Zaplana, Medvedje Brdo idr.

## Vrhovi
Večina vrhov hribovja se giblje med višinami med 500 in 900 mnm, najvišji »osemstotaki« so:
- Vrh Sv. Treh Kraljev (884 mnm)
- Čemunski vrh (837 mnm)
- Kovk (824 mnm)
- Jelenšek (812 mnm)
- Ulovka (801 mnm)